# Малчище
Малчище или Малчища (на македонска литературна норма: Малчиште) е село в община Студеничани на Северна Македония.

## География
Селото е разположено на Маркова река в областта Торбешия.

## История

### Етимология
Според академик Иван Дуриданов името е първоначален патроним на -ишти < -itjiа *Малчишти от личното име Малко, Малчо, хипокористика от Мал – в композита като българското Мало-мир, чешкото Mal-host.

### В Османската империя
В XIX век Малчище е село в Скопска каза на Османската империя. Според статистиката на Васил Кънчов от 1900 година Малчища е населявано от 90 жители арнаути мохамедани.

### В Сърбия, Югославия и Северна Македония
След Междусъюзническата война в 1913 година селото попада в Сърбия.
На етническата си карта от 1927 година Леонард Шулце Йена показва Малчище (Malčište) като албанско село.
На етническата си карта на Северозападна Македония в 1929 година Афанасий Селишчев отбелязва Малчище като албанско село.
Според преброяването от 2002 година селото има 60 жители.
| Националност     | Всичко |
| северномакедонци | 0      |
| албанци          | 9      |
| турци            | 51     |
| роми             | 0      |
| власи            | 0      |
| сърби            | 0      |
| бошняци          | 0      |
| други            | 0      |